# Viola adunca
Viola adunca es una especie de violeta. Es nativa de América del Norte, incluyendo el medio oeste de los Estados Unidos desde Nueva Inglaterra hacia el norte a través de Canadá.

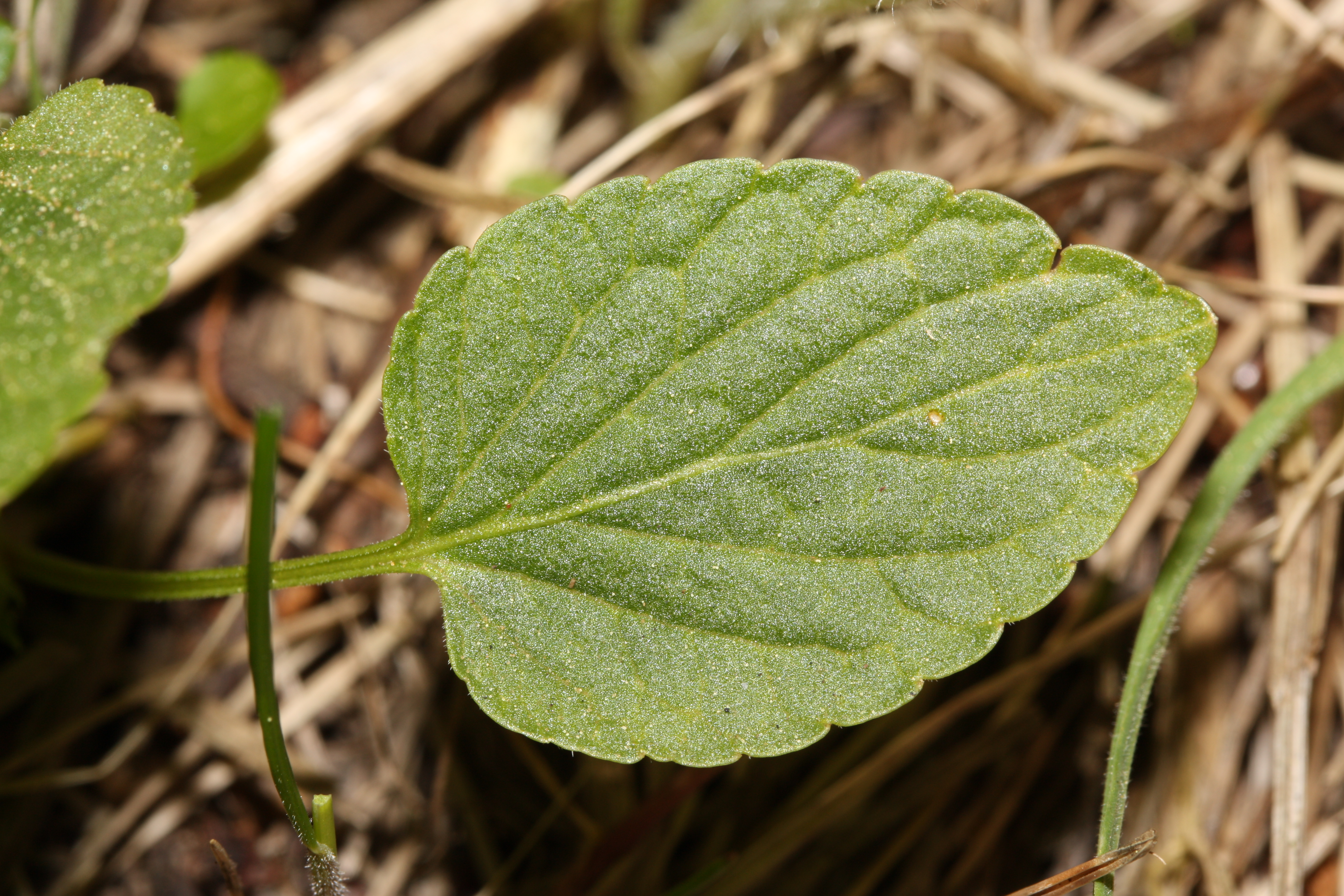
Detalle de la hoja

## Descripción
Es una planta peluda que crece compacta desde un pequeño rizoma. Las hojas tienen forma de pala o de corazón, a veces con los márgenes ampliamente ondulados. Tienen generalmente de 1 a 4 centímetros de largo. La inflorescencia crece al final de un largo y muy delgado pedúnculo. La flor es de color violeta, con cinco pétalos de color púrpura, los tres inferiores, con base blanca y vetas púrpuras. La parte superior de dos pétalos pueden tener conectados los espolones en las puntas.
Hay varias variedades de V. adunca, con una forma blanca de pétalos que se ha observado en el Parque nacional de Yosemite.

## Taxonomía
Viola adunca fue descrita por James Edward Smith y publicado en The Cyclopaedia; or, universal dictionary of arts, . . . 37: Viola no. 63, en el año 1817.
Variedades aceptadas
- Viola adunca var. cascadensis (M.S. Baker) C.L. Hitchc.
- Viola adunca f. masonii (Farw.) B. Boivin
- Viola adunca var. minor (Hook.) Fernald
- Viola adunca var. uncinulata (Greene) C.L. Hitchc.

Sinonimia
- Lophion aduncum (Sm.) Nieuwl. & Lunell
- Lophion aduncum var. glabrum (Brainerd) Nieuwl. & Lunell
- Viola bellidifolia Greene
- Viola bellidifolia subsp. valida M.S. Baker
- Viola canina var. adunca (Sm.) A. Gray
- Viola canina var. longipes (Nutt.) S. Watson
- Viola canina var. oxyceras S. Watson
- Viola cascadensis
- Viola clarkiae A. Nelson
- Viola cordulata Greene
- Viola demissa Greene
- Viola desertorum Greene
- Viola longipes Nutt.
- Viola mamillata Greene
- Viola montanensis Rydb.
- Viola odontophora Rydb.
- Viola oxyceras (S. Watson) Greene
- Viola oxysepala Greene
- Viola retroscabra Greene
- Viola silvatica var. adunca Kurtz
- Viola tidestromii Greene[2]